# Musikpreis der Stadt Duisburg
Der Musikpreis der Stadt Duisburg, auch Duisburger Musikpreis genannt, wurde 1990 von der Duisburger Köhler-Osbahr-Stiftung zur Förderung von Kunst und Wissenschaft ins Leben gerufen. Mit diesem internationalen Musikpreis sollen „herausragende Leistungen auf dem Gebiet der Musik“ hervorgehoben werden. Die Stiftung trägt die mit der Auszeichnung verbundene Dotation in Höhe von 15.000 Euro.

## Preisträger
- 2024: Tanja Tetzlaff
- 2023: Alfred Wendel
- 2021: Valer Sabadus
- 2020: Carolin Widmann[1]
- 2019: Royston Maldoom
- 2018: Nicolas Altstaedt
- 2017: Fazil Say[2]
- 2016: Bruno Weil[3]
- 2015: Martin Schläpfer[4]
- 2014: Nina Stemme[5]
- 2013: Duisburger Philharmoniker[6]
- 2012: Fauré Quartett[7]
- 2011: Jonathan Darlington
- 2010: Hans Wallat
- 2009: Alfred Brendel
- 2008: Pina Bausch
- 2007: Dietrich Fischer-Dieskau
- 2006: Michael Gielen
- 2005: Tan Dun
- 2004: Hans van Manen
- 2003: Gerhard Stäbler
- 2002: Frank Peter Zimmermann
- 2001: Christof Loy
- 2000: Josef Krings
- 1999: Krzysztof Penderecki
- 1998: Toshio Hosokawa
- 1997: Anne-Liese Henle (postum)
- 1996: Kurt Horres
- 1995: Hans Werner Henze
- 1994: Jürg Baur und Thomas Blomenkamp
- 1993: Beat Furrer
- 1992: Yehudi Menuhin
- 1991: Wolfgang Rihm
- 1990: Nikolai Korndorf und Peter Heyworth